# (1476) Cox
(1476) Cox ist ein Asteroid des Hauptgürtels, der am 10. September 1936 vom belgischen Astronomen Eugène Joseph Delporte in Ukkel entdeckt wurde.
Der Asteroid ist dem französischen Astronomen J.-F. Cox gewidmet.